# Izere
L’izere est un continuum linguistique de langues du plateau nigérian parlée les États de Kaduna, Bauchi et de Plateau au Nigeria.

## Écriture
| a | b  | c  | e | e̱ | d | f | g | gb | gh | h | i | j | k  | kp | l | m  |
| n | ng | ny | o | o̱ | p | r | s | sh | t  | u | v | w | wh | y  | z | zh |